# 市民塔 (特伦托)
市民塔（Torre Civica）俗称广场塔（Torre di Piazza）是意大利特伦托的一座历史建筑，位于主教座堂广场18号。高46.5米。

## 历史
它建于十二世纪下半叶，位于古代维罗纳门遗址。该处原为特伦托采邑主教官邸，直到13世纪下半叶。
2015年8月4日上午，该塔发生火灾，破坏了木质内饰。。

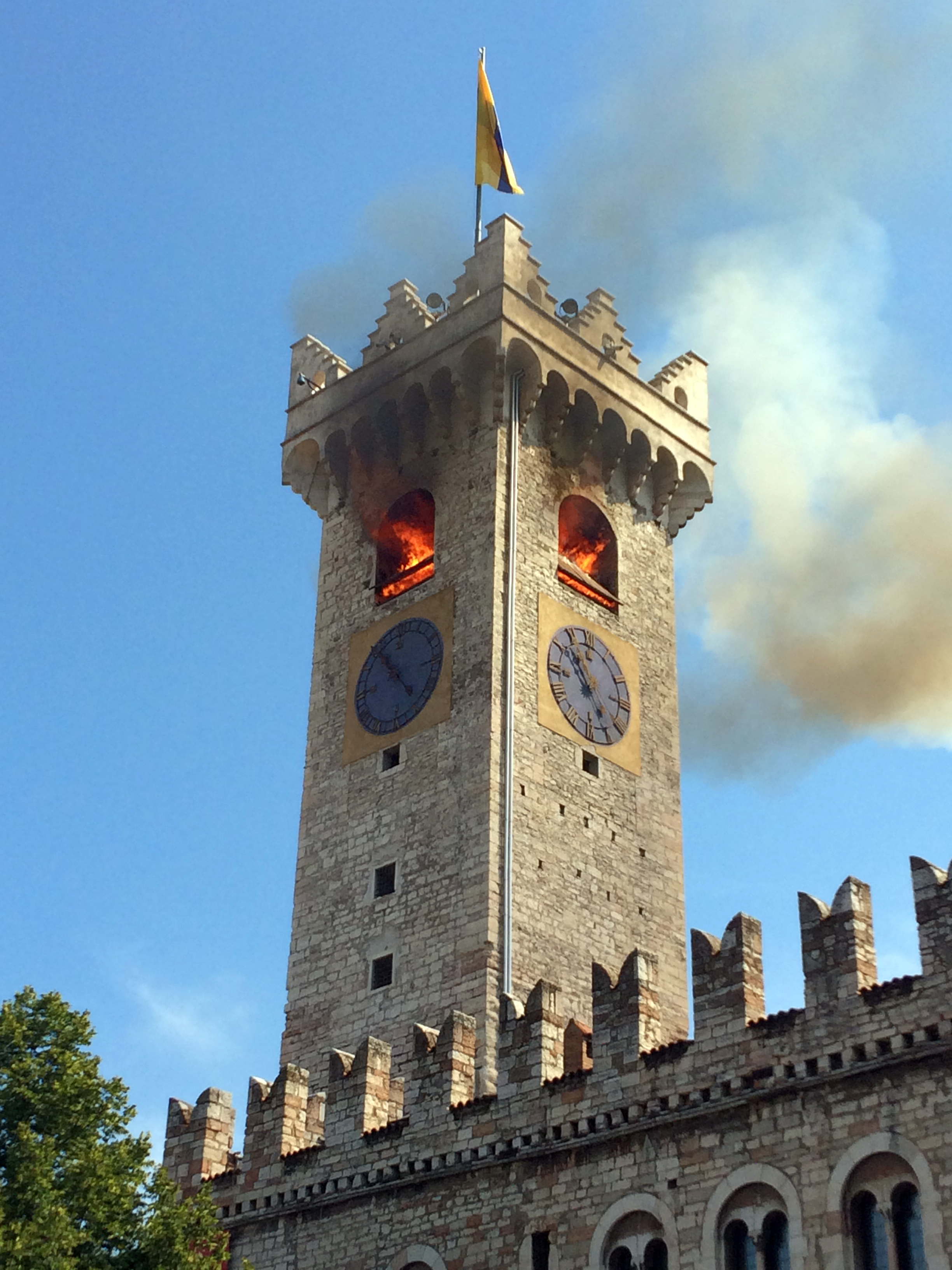
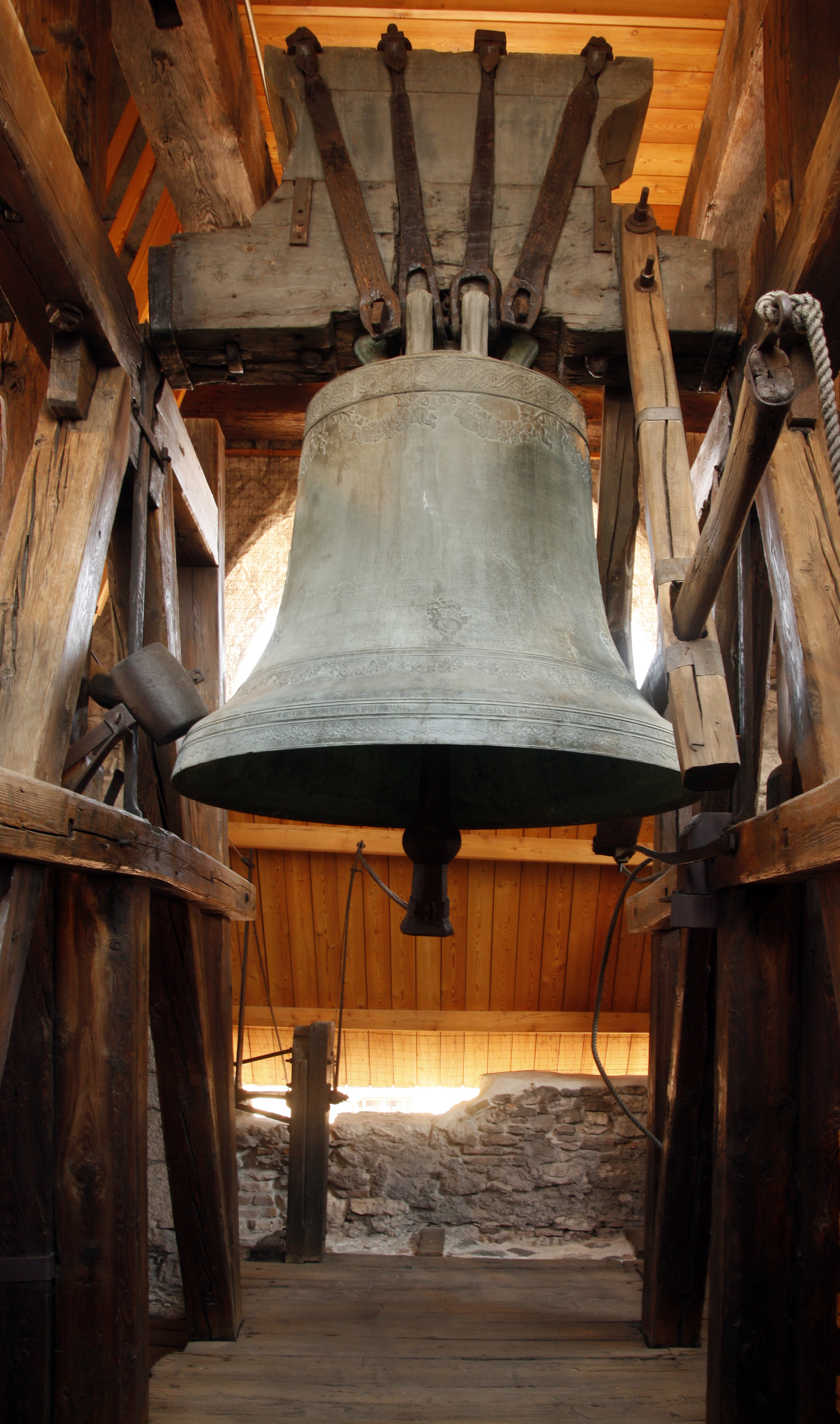
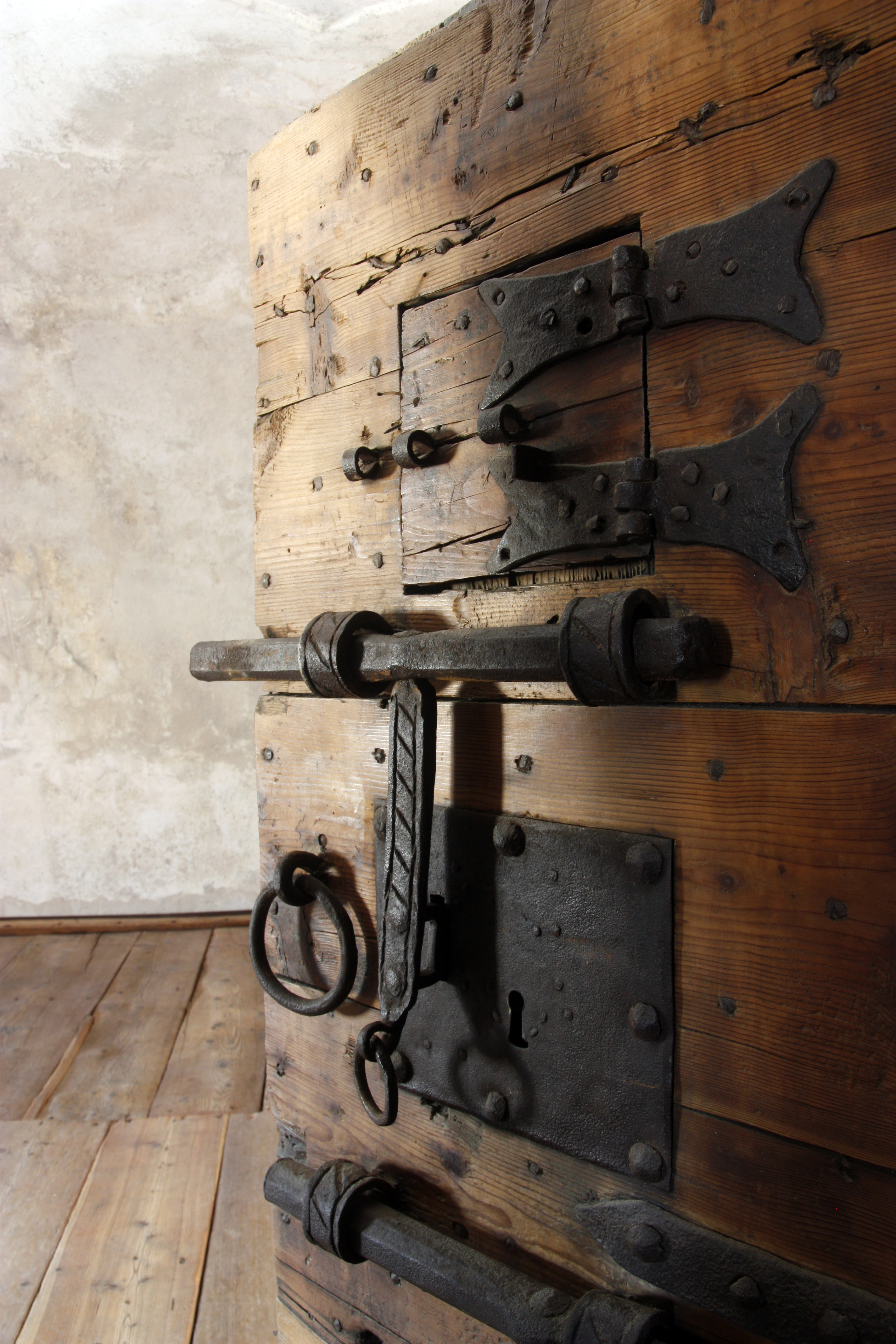
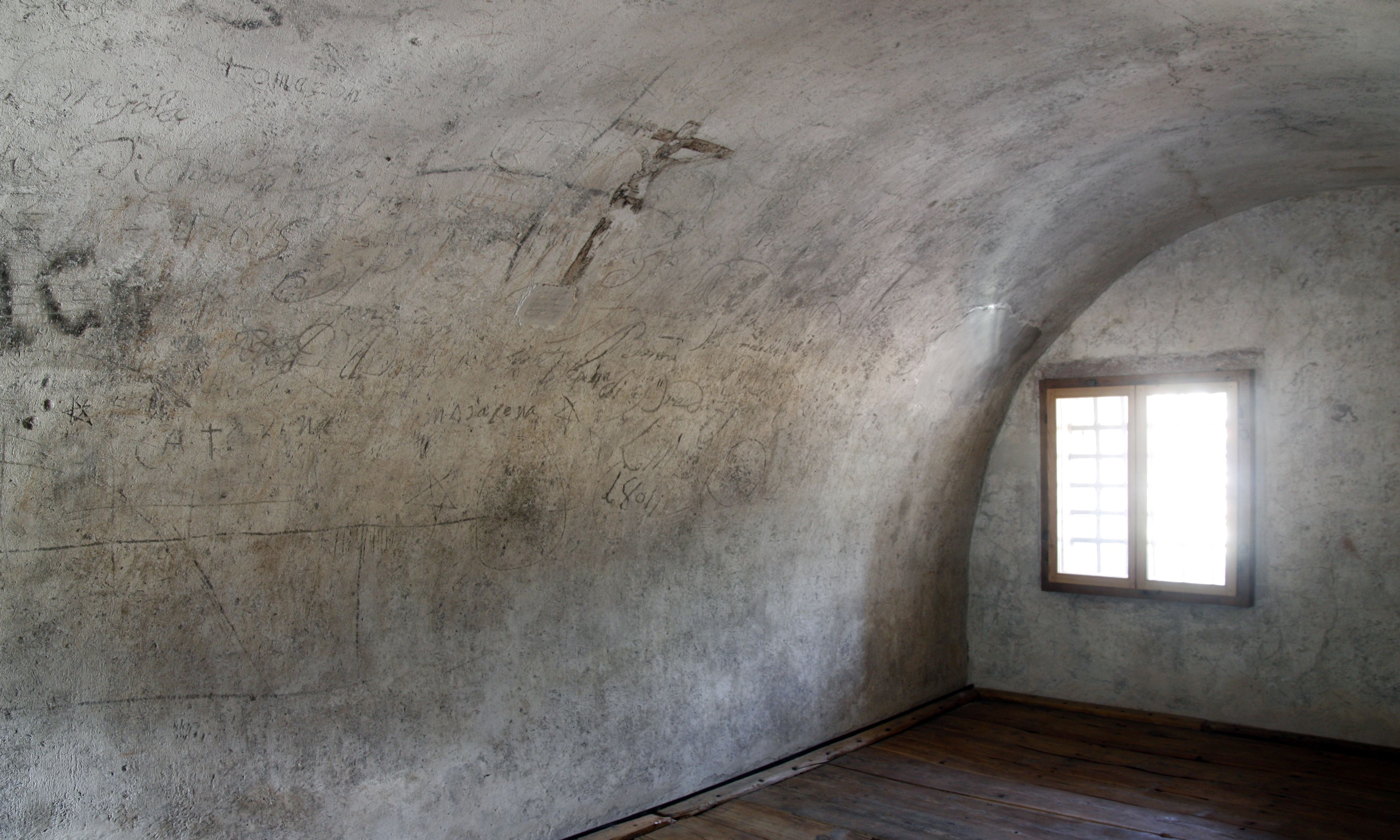
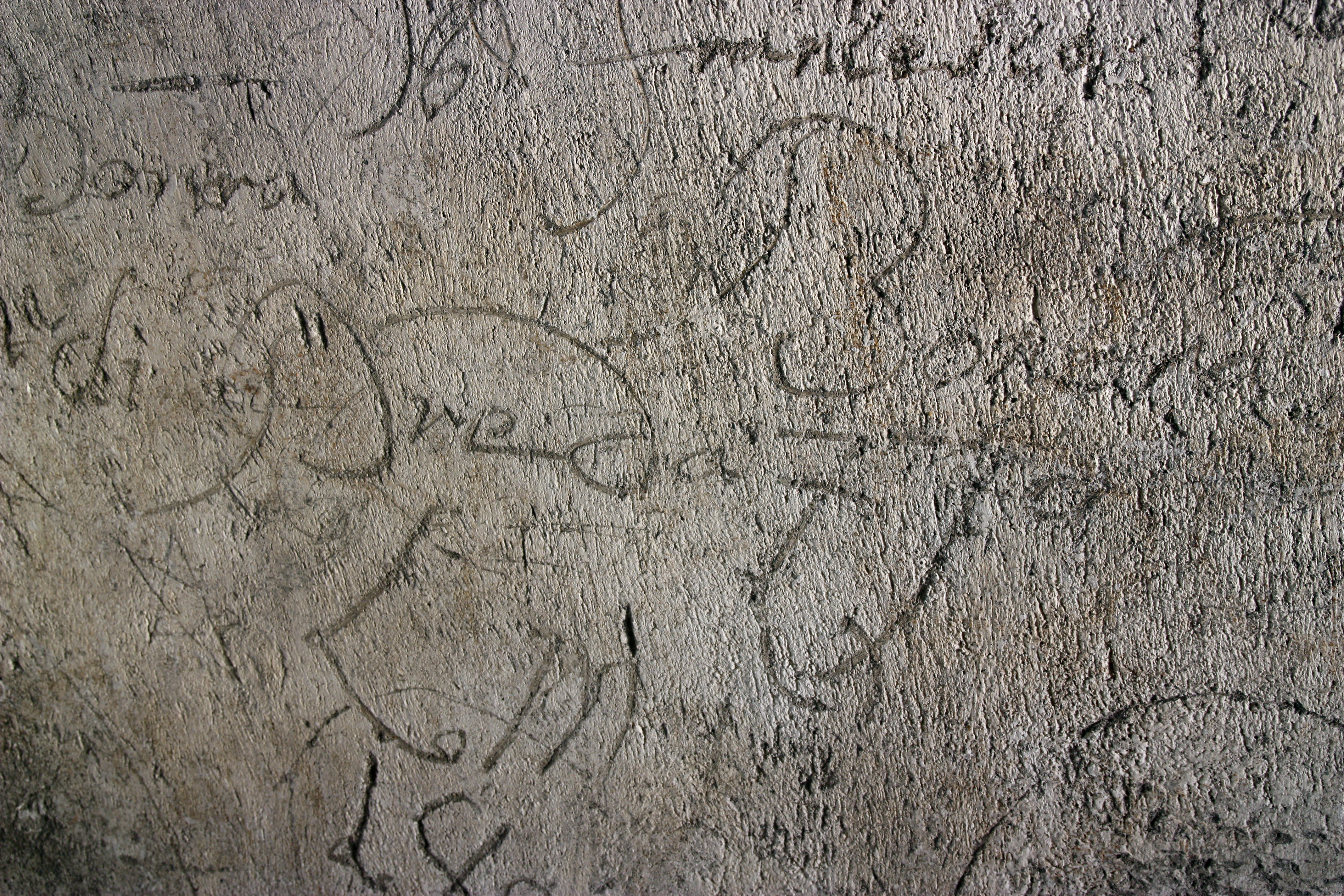
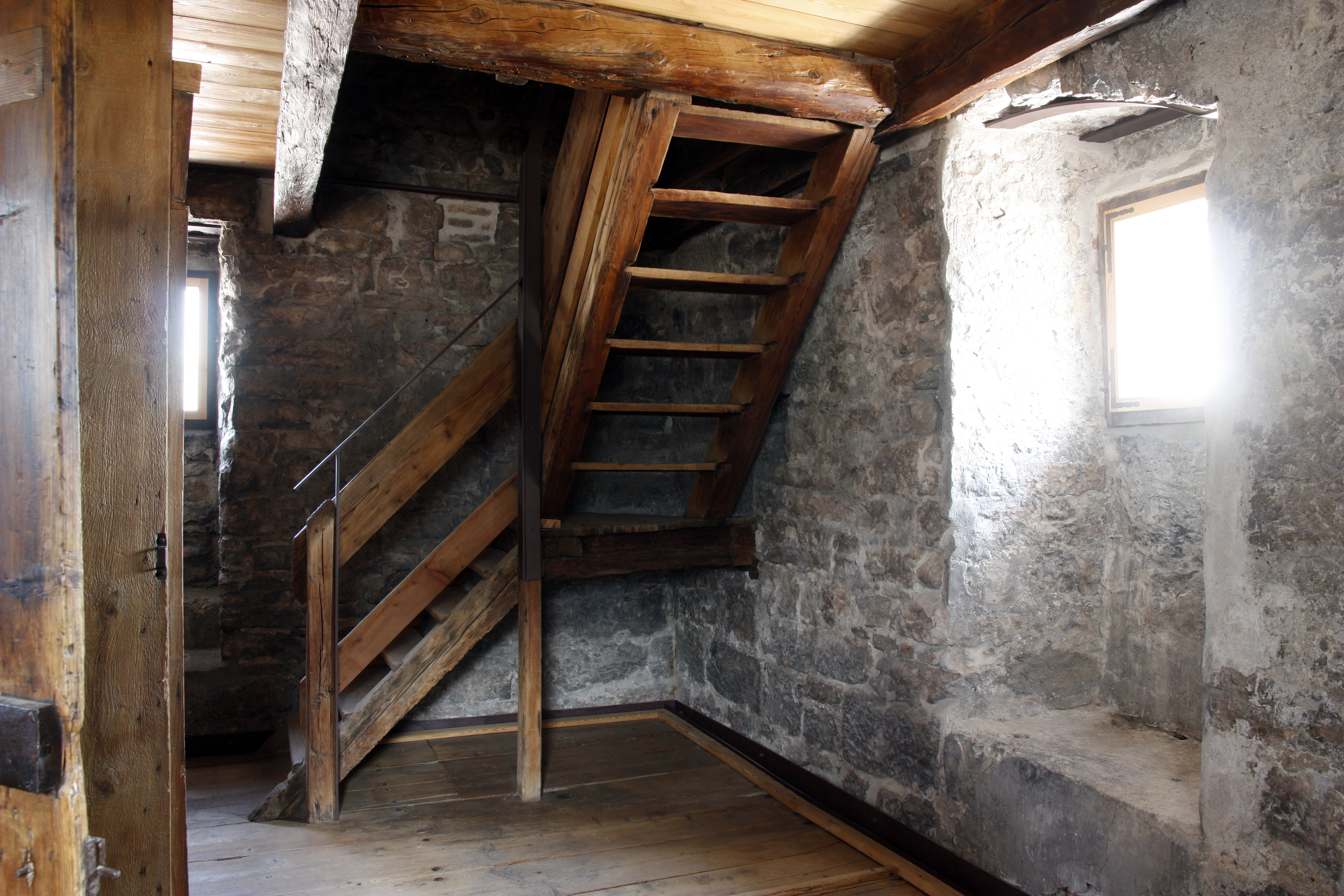